# Hatesphere
Hatesphere, parfois stylisé HateSphere,,, est un groupe de thrash metal danois, originaire d'Aarhus. Ils publient leur premier album, éponyme, en 2001.

## Biographie

### Débuts et popularisation (1993–2004)
Le groupe est initialement formé en 1993 à Aarhus, au Danemark, par le guitariste Peter « Pepe » Hansen, sous le nom de Cauterized. La même année, le groupe change de nom pour Necrosis qui publie, en l'espace de six ans d'existence, trois démos, dont Condemned Future en 1995, Disconnected en 1997, et Spring '98 en 1998.
Le groupe change de nom pour Hatesphere en 2001. Les trois premiers albums du groupe, Hatesphere, Bloodred Hatred et Ballet of the Brute, réussissent à les faire connaitre en Europe. Désormais signé au label Scarlet Records, Hatesphere tourne en Europe avec The Haunted en 2003, et encore une fois avec Exodus en 2004, puis joue aux festivals Wacken Open Air, With Full Force, et Hellfest.

### DeThe KillingàMurderlust(2005–2013)
En 2005, Hatesphere signe au label SPV Records et assemble une équipe de production danois ; avec Tommy Hansen, Jacob Hansen, et Tue Madsen. The Sickness Within est publié en septembre la même année, qui est bien accueilli par la presse spécialisée. L'album leur permet de tourner en Europe avec Kreator, Morbid Angel, Soilwork, Dark Tranquillity, et Chimaira. Hormis les concerts en soutien à l'album The Sickness Within, le groupe participe au Wacken Open Air, Metal Camp, et au Roskilde Festival.
Hatesphere continue dans sa lancée internationale en tournant au Japon, en joaunt au Royaume-Uni avec Gojira, et en jouant en tête d'affiche au Danish Dynamite Tour avec Raunchy et Volbeat. Hatesphere publie son nouvel album Serpent Smiles and Killer Eyes en 2007, puis tourne de nouveau en Europe avec Aborted et Dagoba. Serpent Smiles and Killer Eyes atteint la 26e place des classements danois, fort inhabituel pour un groupe de thrash metal. Peu après, le groupe se sépare en bons termes du chanteur Jacob Bredahl, qui est remplacé par Joller Albrechtsen. Hatesphere entre aux Antfarm Studios en novembre 2008 pour enregistrer son nouvel album, To the Nines. I lkest enregistré, mixé et masterisé en mois d'un mois par le producteur et ami Tue Madsen (Earth Crisis, The Haunted, Heaven Shall Burn) aux AntFarm Studios à Aarhus et publié par Napalm Records. To the Nines est publié en France courant avril 2009, dans un style plus speed néanmoins toujours estampillé par ces mêmes Danois. Le clip de la chanson-titre met en scène Joller Albrechtsen, le chanteur, se torturant lui-même pour s'insérer un masque en guise de mâchoire. Le clip est censuré.
En février 2010, Jonathan « Joller » Albrechtsen quitte Hatesphere, et est remplacé par Morten « Kruge » Madsen pour la tournée nord-américaine de mars-avril avec The Black Dahlia Murder, Obscura, et Augury.
En juillet 2010, le groupe annonce un remplaçant permanent pour Albrechtsen, Esben « Esse » Hansen (As We Fight). Entretemps, le bassiste Mixen Lindberg quitte le groupe, et est temporairement remplacé par Mikael Ehlert jusqu'en fin 2010. Le groupe tourne en Amérique du Nord entre septembre et novembre 2010 en soutien à Nevermore et Parasite Inc. En mai 2011, le groupe annonce l'arrivée du bassiste Jimmy Nedergaard.

### New Hell(depuis 2014)

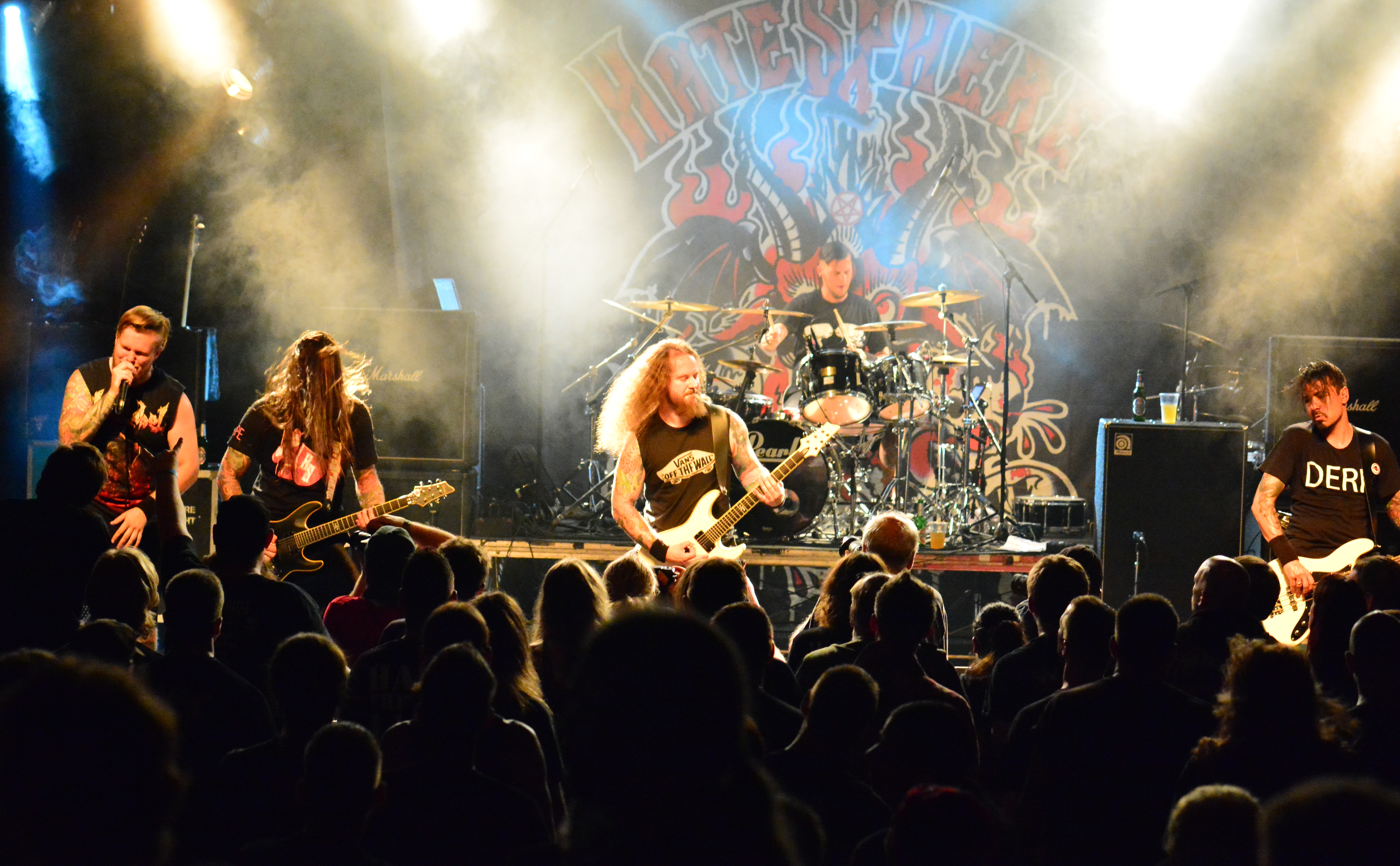
Hatesphere sur scène au Hamburg Metal Dayz en 2014.

En fin octobre 2015, le groupe publie le clip de la chanson Lines Crossed Lives Lost, extrait de leur album New Hell, qui sortira le 20 novembre 2015 au label Massacre Records. Il est réalisé par Christoffer Tönnäng, au Lect Production,. En juillet 2016, le groupe annonce le remplacement du guitariste Jakob Nyholm, par Kasper Kirkegaard (ex-The Arcane Order), qui occupait le poste en intérim depuis neuf mois.

## Membres

### Membres actuels
- Peter « Pepe » Lyse Hansen – guitare solo, guitare rythmique (depuis 1998)
- Mike Park - batterie (depuis 2009)
- Esben « Esse » Hansen - chant (depuis 2010)
- Jimmy Nedergaard - basse (depuis 2011)
- Kasper Kirkegaard – guitare rythmique (depuis 2007)

### Anciens membres
- Jacob « Dr. J » Bredahl - chant (1998–2007)
- Jonathan « Joller » Albrechtsen - chant (2007–2010)
- Niels Peter « Ziggy » Siegfredsen - guitare (1998–2003)
- Henrik « Heinz » Bastrup Jacobsen - guitare (2003–2007)
- Mikael Ehlert Hansen - basse (1998–2007)
- Mixen Lindberg - basse (2007–2010)
- Jesper Moesgaard - batterie (1998–2000)
- Morten Toft Hansen - batterie (2000–2003)
- Anders « Andy Gold » Gyldenøhr - batterie (2003–2007)
- Dennis Buhl - batterie (2007–2009)
- Jakob Nyholm – guitare rythmique (2007–2016)

### Membres de tournée
- Morten « Kruge » Madsen – chant (2010)
- Morten Løwe Sørensen - batterie (2005)
- Henrik « Heinz » Bastrup Jacobsen - guitare (2008)
- Mikael Ehlert Hansen – basse (2010)
- Nikolaj Harlis Poulsen - basse (2013)

## Discographie
2001 : Hatesphere
1. Hate
2. Picture this
3. Addicted soul
4. Bloodsoil
5. Down for good
6. No sense
7. Preacher
8. Dead
9. III will

2002 : Bloodred Hatred
1. intro
2. Believer
3. Hell is here
4. Insanity arise
5. Disbeliever
6. Plague
7. Low lifevendetta
8. Deeper & deeper
9. Kicking ahead

2003 : Something old, Something New, Something Borrowed and Something BlackRelease the pain
1. Bark at the moon
2. Caught in a mosh
3. Low life vendette
4. Bloodsoil (Live)
5. Plague (Live)
6. Hate (Live)

2004 : Ballet of the Brute
1. The beginning & the end
2. Deathtrip
3. Vermin
4. Downward to nothing
5. Only the strongest...
6. What I see I despise
7. Last cut, last head
8. Warhead
9. Blankeyed
10. 500 dead people

2005 : The Killing (EP)
2005 : The Sickness Within
1. The white fever
2. The fallen shall rise in a river of blood
3. Reaper of life
4. Sickness within
5. Murderous intent
6. The coming of chaos
7. Bleed to death
8. Heaven is ready to fall
9. Seeds of shame
10. Chamber master
11. Marked by darkness

2007 : Serpent Smiles and Killer Eyes
1. Lies & deceit
2. The slain
3. Damned below Judas
4. Drinking with the king of the dead
5. Forever war
6. Feeding the demons
7. Floating
8. Let them hate
9. Absolution
10. Forever war (Bonus video)

2009 : To the Nines
1. To the nines
2. Backstabber
3. Cloaked in shit
4. Clarity
5. Even if it kills me
6. Commencing a campaign
7. The writing's on the wall
8. In the trenches
9. Aurora
10. Oceans of blood

2011 : The Great Bludgeoning
1. The killer
2. Venom
3. Smell of death
4. Decayer
5. The wall of my threnode
6. Resurrect with a vengeance
7. The great bludgeoning
8. Need to kill
9. Devil in your own hell

2013 : Murderlust
1. Murderlust
2. Pandora's hell
3. Fear me
4. The violent act
5. Punishable by death
6. In process
7. Iconoclast
8. Darkest of forces
9. Refill the chest

2015 : New Hell

## Vidéographie
- Sickness Within
- Reaper of Life
- Forever War
- Drinking With the King of the Dead
- Floating
- To the Nines
- Resurrect With A Vengeance
- Smell Of Death
- Pandora's Hell
- Lines Crossed, Lives Lost
- Your Sad Existence